# Lophomyrmex striatulus
Lophomyrmex striatulus är en myrart som beskrevs av Fabrizio Rigato 1994. Lophomyrmex striatulus ingår i släktet Lophomyrmex och familjen myror. Inga underarter finns listade i Catalogue of Life.